# NGC 4877
NGC 4877 is een spiraalvormig sterrenstelsel in het sterrenbeeld Maagd. Het hemelobject werd op 8 februari 1785 ontdekt door de Duits-Britse astronoom William Herschel.

## Synoniemen
- MCG -2-33-86
- IRAS 12577-1500
- PGC 44761